# NGC 4855
NGC 4855 este o galaxie spirală situată în constelația Fecioara. A fost descoperită în 19 aprilie 1882 de către Ernst Wilhelm Tempel. Se află la o distanță de 47,64 de megaparseci de Pământ.